# Edwin Starr
Edwin Starr (* 21. Januar 1942 in Nashville als Charles Edwin Hatcher; † 2. April 2003 in Beeston, Nottinghamshire, England) war ein US-amerikanischer Soulsänger. Bekannt wurde er vor allem für seine Interpretation des Antikriegsliedes War.

## Werdegang
Aufgewachsen sind Charles Hatcher und seine beiden Brüder Roger und Willie, die ebenfalls Soulsänger waren, in Cleveland, Ohio. Seine Gesangskarriere begann Hatcher 1957 mit seiner Band The Future Tones, einer Doo-Wop-Band. 1960 folgten zwei Jahre bei der Armee und danach gehörte er einige Zeit zur Bill Doggett Combo, bei der er auch seinen Künstlernamen Edwin Starr erhielt. Mitte der 1960er Jahre nahm er dann eigene Platten auf für das Detroiter Plattenlabel Ric-Tic, das ab 1968 zu Motown gehören sollte.
Sein erster Erfolg war der Song Agent Double-O-Soul im Jahr 1965, eine Anspielung auf „Double 'O' Seven“ (007) und den James-Bond-Hype zu der Zeit. Das Lied erreichte die US-Top-20. Mit Stop Her on Sight (SOS) wurde er im Jahr darauf auch international bekannt. Weitere Hits folgten und mit dem Wechsel zu Motown kam 1969 sein nächster großer Erfolg zustande. Mit 25 Miles stieß er bis auf Platz 6 der Pop-Charts vor.
Das Lied, für das er bis heute bekannt ist, sollte aber erst folgen. 1970 bekam er die Gelegenheit, den Protestsong War von den Temptations zu übernehmen und als Single zu veröffentlichen, weil das Antikriegslied nicht zu ihrem Image passte. Für Starr war es ein Nummer-eins-Hit. Außerdem eröffnete es ihm die Möglichkeit zur Zusammenarbeit mit dem Liedautor und Produzenten Norman Whitfield. Das sofort nachgeschobene Stop the War Now konnte zwar noch von der Stimmung gegen den Vietnamkrieg profitieren, erreichte aber nur noch Platz 26. Bis Mitte der 70er veröffentlichte er weitere Singles, die aber allesamt nicht an den Erfolg anknüpfen konnten. Nachdem er sich 1974 an dem Soundtrack zu dem Film Hell up in Harlem versuchte, der aber floppte, endete die Zusammenarbeit mit Motown und er begab sich auf Labelsuche.
Erst Ende der 1970er Jahre kehrte er, mittlerweile in England zuhause, in die Charts zurück. Voll im Trend des Disco-Soul gelang ihm mit dem Song Contact ein Nummer-6-Hit in Großbritannien, und in den US-Dance-Charts eroberte er die Spitzenposition. Auch mit der Nachfolgesingle H.A.P.P.Y. Radio konnte er einen ähnlichen Erfolg feiern.
Die ganzen 1980er Jahre hindurch veröffentlichte Edwin Starr weiterhin Singles, ein großer Hit war aber nicht mehr darunter. 1987 beteiligte er sich an dem Wohltätigkeitsprojekt Ferry Aid, das mit einer Aufnahme von Let It Be gemeinsam von verschiedenen Künstlern Spendengelder sammelte und in Großbritannien Platz 1 erreichte. In den 1990er Jahren wurde es ruhiger um ihn, nur eine Neuaufnahme von War erreichte 1993 noch einmal die britischen Charts.
Ab 2000 machte er noch mehrere Aufnahmen zusammen mit anderen Künstlern, bei den Utah Saints sang er auf deren Hitsingle Funky Music (einem seiner 70er-Jahre-Hits) mit, dafür nahm er mit ihnen 2002 ein weiteres Mal War auf. Und mit den britischen Produzenten The Three Amigos spielte er noch einmal seinen zweitgrößten US-Hit 25 Miles ein, mit dem er ein letztes Mal in den britischen Charts landete, bevor er Anfang April 2003 an den Folgen eines Herzanfalls im Alter von 61 Jahren verstarb. Sein letzter Auftritt war eine Woche zuvor bei der Porsche Oldie Night in der Stuttgarter Schleyerhalle.

## Diskografie

### Alben
| Jahr | Titel            | Höchstplatzierung, Gesamtwochen, AuszeichnungChartsChartplatzierungen (Jahr, Titel, Platzierungen, Wochen, Auszeichnungen, Anmerkungen) | Anmerkungen |
| Jahr | Titel            | US | Anmerkungen |
| ---- | ---------------- | --- | ----------- |
| 1969 | 25 Miles         | US73 (13 Wo.)US |             |
| 1970 | War & Peace      | US52 (13 Wo.)US |             |
| 1971 | Involved         | US178 (7 Wo.)US |             |
| 1979 | Clean            | US80 (14 Wo.)US |             |
| 1979 | H.a.p.p.y. Radio | US115 (8 Wo.)US |             |

Weitere Alben
- 1968: Soul Master
- 1969: Just We Two (mit Blinky)
- 1974: Hell Up in Harlem (Soundtrack)
- 1975: Free to Be Myself
- 1979: Stronger Than You Think I Am
- 1983: For Sale

### Singles
| Jahr | Titel Album                                    | Höchstplatzierung, Gesamtwochen, AuszeichnungChartplatzierungen (Jahr, Titel, Album, Platzierungen, Wochen, Auszeichnungen, Anmerkungen) | Höchstplatzierung, Gesamtwochen, AuszeichnungChartplatzierungen (Jahr, Titel, Album, Platzierungen, Wochen, Auszeichnungen, Anmerkungen) | Höchstplatzierung, Gesamtwochen, AuszeichnungChartplatzierungen (Jahr, Titel, Album, Platzierungen, Wochen, Auszeichnungen, Anmerkungen) | Höchstplatzierung, Gesamtwochen, AuszeichnungChartplatzierungen (Jahr, Titel, Album, Platzierungen, Wochen, Auszeichnungen, Anmerkungen) | Anmerkungen                                              |
| Jahr | Titel Album                                    | DE | AT | UK | US | Anmerkungen                                              |
| ---- | ---------------------------------------------- | --- | --- | --- | --- | -------------------------------------------------------- |
| 1965 | Agent Double-O-Soul Soul Master                | — | — | — | US21 (11 Wo.)US |                                                          |
| 1965 | Back Street –                                  | — | — | — | US95 (2 Wo.)US |                                                          |
| 1966 | Stop Her on Sight (S.O.S.) Soul Master         | — | — | UK11 (19 Wo.)UK | US48 (8 Wo.)US | Höchstplatzierung in UK nach Wiederveröffentlichung 1968 |
| 1966 | Headline News Soul Master                      | — | — | UK39 (3 Wo.)UK | US84 (4 Wo.)US |                                                          |
| 1969 | Twenty-Five Miles 25 Miles                     | — | — | UK36 (6 Wo.)UK | US6 (14 Wo.)US |                                                          |
| 1969 | I’m Still A Struggling Man 25 Miles            | — | — | — | US80 (4 Wo.)US |                                                          |
| 1969 | Oh How Happy Just We Two                       | — | — | — | US92 (2 Wo.)US | mit Blinky                                               |
| 1970 | War War And Peace                              | DE9 (11 Wo.)DE | — | UK3 Silber · (12 Wo.)UK | US1 (15 Wo.)US |                                                          |
| 1970 | Stop The War Now Involved                      | — | — | UK33 (1 Wo.)UK | US26 (8 Wo.)US |                                                          |
| 1971 | Funky Music Sho Nuff Turns Me On Involved      | — | — | — | US64 (6 Wo.)US |                                                          |
| 1973 | There You Go –                                 | — | — | — | US80 (6 Wo.)US |                                                          |
| 1975 | Abyssinia Jones Free To Be Myself              | — | — | — | US98 (2 Wo.)US |                                                          |
| 1979 | Contact Clean                                  | — | — | UK6 Silber · (12 Wo.)UK | US65 (7 Wo.)US |                                                          |
| 1979 | H.A.P.P.Y. Radio                               | — | — | UK9 (11 Wo.)UK | US79 (5 Wo.)US |                                                          |
| 1980 | Get Up, Whirlpool Stronger Than You Think I Am | — | AT14 (10 Wo.)AT | — | — |                                                          |
| 1983 | Smooth –                                       | — | — | UK90 (2 Wo.)UK | — |                                                          |
| 1984 | Marvin –                                       | — | — | UK89 (1 Wo.)UK | — |                                                          |
| 1985 | It Ain’t Fair Through The Grapevine            | — | — | UK56 (5 Wo.)UK | — |                                                          |
| 1986 | Grapevine Through The Grapevine                | — | — | UK83 (4 Wo.)UK | — |                                                          |
| 1987 | Whatever Makes Our Love Grow                   | — | — | UK98 (1 Wo.)UK | — |                                                          |
| 1989 | 25 Miles ’89 –                                 | — | — | UK82 (2 Wo.)UK | — |                                                          |
| 1993 | War/Wild Thing –                               | — | — | UK69 (2 Wo.)UK | — | mit Shadow, The Troggs und Wolf                          |

Weitere Singles
- 1967: Girls Are Getting Prettier
- 1967: You’re My Mellow
- 1967: I Want My Baby Back
- 1968: I Am The Man For You Baby
- 1968: Way Over There
- 1970: Time
- 1972: Who Is The Leader of the People
- 1973: You’ve Got My Soul on Fire
- 1974: Ain’t It Hell Up in Harlem
- 1974: Big Papa
- 1974: Who’s Right Or Wrong
- 1975: Pain
- 1975: Stay With Me
- 1976: Accident
- 1977: I Just Wanna Do My Thing
- 1978: I’m So into You
- 1979: It’s Called The Rock
- 1979: Tell A Star
- 1980: Stronger
- 1980: Boop Boop
- 1981: Sweet
- 1983: I Wanna Take You Home
- 1985: Missiles
- 1986: Soul Singer
- 1988: Long Line of Lovers
- 1990: She’s The One
- 1990: Ain’t No Stoppin’ Us Now (mit David Saylor)
- 1992: Darling Darling Baby
- 1994: Can’t Stop Thinking About You

### Mit The Holidays
| Jahr | Titel Album             | Höchstplatzierung, Gesamtwochen, AuszeichnungChartplatzierungen (Jahr, Titel, Album, Platzierungen, Wochen, Auszeichnungen, Anmerkungen) | Höchstplatzierung, Gesamtwochen, AuszeichnungChartplatzierungen (Jahr, Titel, Album, Platzierungen, Wochen, Auszeichnungen, Anmerkungen) | Höchstplatzierung, Gesamtwochen, AuszeichnungChartplatzierungen (Jahr, Titel, Album, Platzierungen, Wochen, Auszeichnungen, Anmerkungen) | Höchstplatzierung, Gesamtwochen, AuszeichnungChartplatzierungen (Jahr, Titel, Album, Platzierungen, Wochen, Auszeichnungen, Anmerkungen) | Anmerkungen |
| Jahr | Titel Album             | DE | AT | UK | US | Anmerkungen |
| ---- | ----------------------- | --- | --- | --- | --- | ----------- |
| 1966 | I’ll Love You Forever – | — | — | — | US63 (9 Wo.)US |             |